# جلال تهرانی
جلال تهرانی (زادهٔ ۱۲ مرداد ۱۳۴۷) نویسنده و کارگردانِ ایرانیِ تئاتر است. از کارهای دیگرش می‌شود مقاله‌نویسی، طراحی صحنه و نور، فیلمنامه‌نویسی و تربیت هنرجویان اشاره کرد. بعضی از نمایشنامه‌هایش به زبان‌های دیگری ترجمه شده است.

## زندگی

### سال‌های آغازین
جلال تهرانی در تهران در ۱۲ مرداد ۱۳۴۷ به دنیا آمد. قبل از وارد شدن به دنیای هنر دیپلم الکترونیک گرفته و در همین زمینه (طراحی و تولید بردهای الکترونیک، طراحی محصول الکترونیک و طراحی تولید و خط تولید) نیز مشغول به کار شد.

### آغاز زندگی هنری
وی سال ۱۳۷۴، با ورود به دانشگاه و تحصیل در مقطع کارشناسی ادبیات نمایشی زندگی هنری خویش را آغاز کرد. او این تحصیلات را تا کارشناسی ارشد ادبیات نمایشی ادامه داد و در این حین اولین نمایشنامه بلندش به نام قایقران در مجله دنیای تصویر در سال ۱۳۷۷ به چاپ رسید. اولین کارگردانی جلال تهرانی در سال ۱۳۸۱ و نمایش نه‌فرتی‌تی بود که خود نمایشنامه اش را نوشته بود. سپس تا سال ۱۳۸۳ به کارگردانی مخزن در تالار مولوی تهران، تک سلولی‌ها در تالار مولوی تهران، هی مرد گنده گریه نکن در سالن اصلی تئاتر شهر پرداخت که همه از نمایشنامه‌های خودش بود. در کنار این اجراها دو نمایشنامه خوانی هی مرد گنده گریه نکن و نه فرتی‌تی نیز در این فاصله ۳ ساله در خانه هنرمندان ایران و تئاتر شهر انجام شد. همچنین او در سال ۱۳۸۲، تک سلولی‌ها را در جشنواره جاده ابریشم در مولهایم آلمان به روی صحنه برد.

### دوری از صحنه تئاتر و تحقیق
او از اواخر سال ۸۴ تا اواخر سال ۸۶ به نگارش و پژوهش اشتغال داشته است. در این بین، در سال ۸۵ فیلم‌نامه‌ای سینمایی به نام مرسی Mercy نوشته است که فیلم آن به کارگردانی مزدک طائبی در فستیوال تورنتو در سال ۸۶ شرکت داشته است. جلال تهرانی از مرداد ۸۷ تا مرداد سال ۸۸ به مدت یک سال فیلم‌نامه نوشته است که حاصل آن؛ ۴ فیلم‌نامهٔ سینمایی به نام‌های شال، در جهنم باران می‌بارد، داستان تمام، کری بوده است.

### تأسیس مکتب تهران و بازگشت به صحنه تئاتر
سال ۱۳۸۸، جلال تهرانی مؤسسه مکتب تهران را بنا کرد. فعالیت‌های این مؤسسه شامل، آموزش تئاتر به هنرجویان، انتشارات مکتب تهران، پلاتو و سالن تمرین، بوفه کتاب و … است. از سال تأسیس تا به امروز جلال تهرانی ۱۱ همایش در مکتب تهران با همراهی هنرجویانش برگزار کرده است. در این حین او در سال ۱۳۹۰ با اجرای دوباره مخرن در تالار مولوی به صحنه تئاتر و کارگردانی برگشت. جلال تهرانی در ادامه شهریور ۱۳۹۱ تئاتر به صدای زمین گوش کن را در تالار مولوی، سیندرلا را سال ۱۳۹۲ در سالن اصلی تئاتر شهر، دو دلقک و نصفی را آذر و دی ۱۳۹۳ در سالن اصلی تئاتر شهر و در تابستان ۱۳۹۴ فصل شکار بادبادک‌ها را در سالن اصلی تئاتر شهر به روی صحنه برد. متن همه این آثار نوشته جلال تهرانی است.
در ادامه وی اجرایی جدید از دو دلقک و نصفی در سال ۱۳۹۶ و اقتباسی از سونات پاییزی برگمان را در اردیبهشت ۱۳۹۶ در سالن‌های مجموعه ایرانشهر خانه هنرمندان ایران اجرا کرد. جلال تهرانی در تجربه ای جدید نقره ای و دور دنیا در هشتاد روز را همزمان و در سکوت تبلیغاتی در سالن مکتب تهران با شاگردانش اجرا کرد. آخرین تئاتر او در سال ۱۳۹۸ و اقتباسی از لاموزیکا نوشته مارگریت دوراس بود که با نسل جدیدی از شاگردان خویش، آن را در سالن مکتب تهران به روی صحنه برد. جلال تهرانی از زمستان سال ۱۴۰۰ تمرین برای اجرای سوم از نمایشنامه مخزن را با جمعی از آخرین شاگردان بازیگری خویش شروع کرده است.
در بین اجراهای جلال تهرانی وی با بازیگرانی همچون گلچهره سجادیه در سونات پاییزی، گلاب آدینه در سیندرلا، پانته آ بهرام در هی مرد گنده گریه نکن، بهاره رهنما در سونات پاییزی، بهنوش طباطبایی در فصل شکار بادبادک ها و سیندرلا، نگار جواهریان و صابر ابر در نمایشنامه خوانی دو دلقک و نصفی و … همکاری کرده است.

### نقد و طراحی صحنه
جلال تهرانی در طی دوران تحصیلش در دانشگاه تهران، حد فاصل سال‌های ۷۷ و ۷۸ به نقد اجراهای روز می‌پرداخت که اولین نقد وی نیز مربوط به اجرای هاملت با سالاد فصل اثر اکبر رادی است که در فصلنامه صحنه چاپ شده است.
وی همچنین طراحی نور و صحنه را در آثاری مانند عروسی در سایه و خرمگس علی عابدی، سکوت حسین مهکام، زمین و چرخ زهرا صبری، بیوه‌های غمگین سالار جنگ شهاب‌الدین حسین‌پور، دیگری بهاره رهنما و… انجام داده است.

## کارنامه

#### اجراها
- مخزن - تیر و مرداد ۱۳۸۱
- نفرتی‌تی - ۱۳۸۱
- هی مرد گنده گریه نکن[۲۳]
- مخزن[۲۴]
- به صدای زمین گوش کن
- سیندرلا[۲۵]
- دو دلقک و نصفی[۲۶]
- فصل شکار بادبادک‌ها[۲۵]
- دور دنیا در هشتاد روز[۲۷]
- نقره‌ای[۲۸]
- سونات پاییزی[۲۹]
- دو دلقک و نصفی[۳۰]
- لاموزیکا سوم[۳۱]

#### نمایشنامه‌های چاپ شده
- نوستالژی[۳۲][۳۳]
- مهر دوم
- دراکولا
- مکبث ۲۰۰۱
- مخزن
- دو دلقک و نصفی
- به صدای زمین گوش کن
- پاییز پادشاه
- فصل شکار بادبادک‌ها
- تک سلولی‌ها

## فهرست منابع
1. ↑  رضا آشفته. «نگاهی به کارنامه هنری "جلال تهرانی"، نویسنده، کارگردان و طراح». ایران تئاتر.
2. ↑  «جلال تهرانی: به دنبال محتوایی بودم که در فرم تنیده شده باشد». خبرگزاری مهر | اخبار ایران و جهان | Mehr News Agency. ۲۰۰۳-۰۷-۱۴. دریافت‌شده در ۲۰۲۲-۱۰-۰۵.
3. ↑  «"هی مرد گنده گریه نکن " تنها 14 بار در تالار اصلی اجرا می‌شود». خبرگزاری مهر | اخبار ایران و جهان | Mehr News Agency. ۲۰۰۴-۱۲-۱۳. دریافت‌شده در ۲۰۲۲-۱۰-۰۵.
4. ↑  «" روبرتو چولی " با شکسپیر در جشنواره تئاتر فجر حضور پیدا می‌کند». خبرگزاری مهر | اخبار ایران و جهان | Mehr News Agency. ۲۰۰۳-۱۰-۲۸. دریافت‌شده در ۲۰۲۲-۱۰-۰۵.
5. ↑  «جلالی تهرانی فیلم «در جهنم باران می‌بارد» را می‌سازد». ایسنا. ۲۰۰۹-۰۶-۰۵. دریافت‌شده در ۲۰۲۲-۱۰-۰۵.
6. ↑  ««مکتب تهران» کارگاه تابستانی می‌گذارد/ پرهیز از افزودن خلاقیت‌های اضافی به متن». خبرگزاری مهر | اخبار ایران و جهان | Mehr News Agency. ۲۰۱۴-۰۸-۰۱. دریافت‌شده در ۲۰۲۲-۱۰-۰۵.
7. ↑  «حضور تهرانی در تالار مولوی قطعی شد». خبرگزاری مهر | اخبار ایران و جهان | Mehr News Agency. ۲۰۱۲-۰۱-۱۰. دریافت‌شده در ۲۰۲۲-۱۰-۰۵.
8. ↑  «گزارش تصویری/ اجرای نمایش به صدای زمین گوش کن». خبرگزاری مهر | اخبار ایران و جهان | Mehr News Agency. ۲۰۱۲-۰۹-۰۶. دریافت‌شده در ۲۰۲۲-۱۰-۰۵.
9. ↑  «سیندرلا در سالن اصلی تئاترشهر». خبرگزاری مهر | اخبار ایران و جهان | Mehr News Agency. ۲۰۱۳-۰۸-۳۱. دریافت‌شده در ۲۰۲۲-۱۰-۰۵.
10. ↑  «نمایش "دو دلقک و نصفی"». خبرگزاری مهر | اخبار ایران و جهان | Mehr News Agency. ۲۰۱۷-۱۲-۱۱. دریافت‌شده در ۲۰۲۲-۱۰-۰۵.
11. ↑  «رونمایی از اولین پوستر «فصل شکار بادبادک‌ها»». خبرگزاری مهر | اخبار ایران و جهان | Mehr News Agency. ۲۰۱۵-۰۷-۱۰. دریافت‌شده در ۲۰۲۲-۱۰-۰۵.
12. 1 2  «نمایش سونات پاییزی». خبرگزاری موج. دریافت‌شده در ۲۰۲۲-۱۰-۰۵.
13. ↑  «جلال تهرانی با هنرجویان خود به «دور دنیا در ۸۰ روز» می‌رود». خبرگزاری مهر | اخبار ایران و جهان | Mehr News Agency. ۲۰۱۵-۱۱-۰۳. دریافت‌شده در ۲۰۲۲-۱۰-۰۵.
14. ↑  «تمدید اجرای «لاموزیکا سوم» برای دومین بار». خبرگزاری مهر | اخبار ایران و جهان | Mehr News Agency. ۲۰۱۹-۰۸-۲۱. دریافت‌شده در ۲۰۲۲-۱۰-۰۵.
15. ↑  «جلال تهرانی با «مخزن» به تئاتر بازمی‌گردد/ اجرا در بهار ۱۴۰۱». خبرگزاری مهر | اخبار ایران و جهان | Mehr News Agency. ۲۰۲۲-۰۱-۱۵. دریافت‌شده در ۲۰۲۲-۱۰-۰۵.
16. 1 2  «رونمایی از سیندرلای تهرانی/ بهنوش طباطبایی روی صحنه می‌رود». خبرگزاری مهر | اخبار ایران و جهان | Mehr News Agency. ۲۰۱۳-۰۷-۰۹. دریافت‌شده در ۲۰۲۲-۱۰-۰۵.
17. ↑  «"هی مرد گنده گریه نکن " در سالن اصلی تئاتر شهر». خبرگزاری مهر | اخبار ایران و جهان | Mehr News Agency. ۲۰۰۴-۱۰-۱۲. دریافت‌شده در ۲۰۲۲-۱۰-۰۵.
18. ↑  «اجرای متنی که نقطه ندارد/ دغدغه‌ام آسیب‌شناسی مسایل زنان است». خبرگزاری مهر | اخبار ایران و جهان | Mehr News Agency. ۲۰۱۷-۰۶-۱۱. دریافت‌شده در ۲۰۲۲-۱۰-۰۵.
19. ↑  ««فصل شکار بادبادک‌ها» در تئاترشهر اجرا می‌شود/ اثری تک بازیگر». خبرگزاری مهر | اخبار ایران و جهان | Mehr News Agency. ۲۰۱۵-۰۶-۱۴. دریافت‌شده در ۲۰۲۲-۱۰-۰۵.
20. ↑  «نمایشنامه خوانی "دو دلقک و نصفی" با نقش‌خوانی نگار جواهریان». خبرگزاری مهر | اخبار ایران و جهان | Mehr News Agency. ۲۰۱۲-۰۹-۲۲. دریافت‌شده در ۲۰۲۲-۱۰-۰۵.
21. ↑  «"بیوه‌های غمگین سالار جنگ" 10 آذر به تئاترشهر می‌آید». خبرگزاری مهر | اخبار ایران و جهان | Mehr News Agency. ۲۰۱۳-۰۹-۱۳. دریافت‌شده در ۲۰۲۲-۱۰-۰۵.
22. ↑  «رونمایی از پوستر «دیگری» به کارگردانی بهاره رهنما». خبرگزاری مهر | اخبار ایران و جهان | Mehr News Agency. ۲۰۱۷-۰۵-۰۷. دریافت‌شده در ۲۰۲۲-۱۰-۰۵.
23. ↑  «از تمرین در کوه تا پایین آمدن از سقف سالن/ «هی مرد گنده گریه نکن»». خبرگزاری مهر | اخبار ایران و جهان | Mehr News Agency. ۲۰۲۱-۰۹-۱۱. دریافت‌شده در ۲۰۲۲-۱۰-۰۲.
24. ↑  «"مخزن" با موسیقی علیرضا مشایخی اجرا می‌شود». خبرگزاری مهر | اخبار ایران و جهان | Mehr News Agency. ۲۰۱۲-۰۱-۰۷. دریافت‌شده در ۲۰۲۲-۱۰-۰۲.
25. 1 2  «رونمایی از سیندرلای تهرانی/ بهنوش طباطبایی روی صحنه می‌رود». خبرگزاری مهر | اخبار ایران و جهان | Mehr News Agency. ۲۰۱۳-۰۷-۰۹. دریافت‌شده در ۲۰۲۲-۱۰-۰۲.
26. ↑  «جلال تهرانی «دو دلقک و نصفی» را به صحنه می‌برد». خبرگزاری ایلنا. دریافت‌شده در ۲۰۲۲-۱۰-۰۲.
27. ↑  «جلال تهرانی با هنرجویان خود به «دور دنیا در ۸۰ روز» می‌رود». خبرگزاری مهر | اخبار ایران و جهان | Mehr News Agency. ۲۰۱۵-۱۱-۰۳. دریافت‌شده در ۲۰۲۲-۱۰-۰۲.
28. ↑  «جلال تهرانی دو تئاتر اجرا می‌کند». www.iscanews.ir. ۲۰۱۶-۰۱-۰۶. دریافت‌شده در ۲۰۲۲-۱۰-۰۲.
29. ↑  «چالشی بین محتوا و فرم یا درنگی از جنس مونولوگ / نگاهی به نمایش "سونات پاییزی" کار و طراحی جلال تهرانی». خبرگزاری هنر ایران. دریافت‌شده در ۲۰۲۲-۱۰-۰۲.
30. ↑  «نگاهی به «دو دلقک و نصفی» ؛ انتزاع تجسم بر صحنه نمایش- اخبار فرهنگی تسنیم | Tasnim». خبرگزاری تسنیم | Tasnim. دریافت‌شده در ۲۰۲۲-۱۰-۰۲.
31. ↑  «جلال تهرانی «لاموزیکاسوم» را به صحنه می‌برد». خبرگزاری مهر | اخبار ایران و جهان | Mehr News Agency. ۲۰۱۹-۰۷-۲۸. دریافت‌شده در ۲۰۲۲-۱۰-۰۲.
32. ↑  ««نوستالژی» جلال تهرانی در نمایشگاه کتاب». اخبار سینمای ایران و جهان - سینماپرس. ۲۰۱۲-۰۵-۰۱. دریافت‌شده در ۲۰۲۲-۱۰-۰۲.
33. ↑  «جلال تهرانی «نوستالژی» را نمایشنامه کرد». خبرگزاری مهر | اخبار ایران و جهان | Mehr News Agency. ۲۰۱۱-۱۰-۲۱. دریافت‌شده در ۲۰۲۲-۱۰-۰۵.